# Campazas
Campazas település Spanyolországban, León tartományban. Lakosainak száma 107 fő (2024).

## Földrajza
Campazas Fuentes de Carbajal, Valderas, Villaquejida és Villaornate y Castro községekkel határos.

## Népesség
A település lakosságának változását az alábbi diagram mutatja:
| Lakosok száma | 156  | 152  | 155  | 155  | 151  | 135  | 121  | 119  | 106  | 107  |
|               | 2001 | 2004 | 2007 | 2009 | 2012 | 2014 | 2017 | 2019 | 2022 | 2024 |